# ハバキ
ハバキ（鎺・鈨・はばき）とは日本刀（太刀・打刀）の部材の一つで、刀身の手元の部分に嵌める金具である。
鞘口（鯉口）の内側にしっかりと嵌るようになっている。左手で鯉口を切ると鞘から外れ、刀身が前方へ押し出され、抜刀開始動作となる。

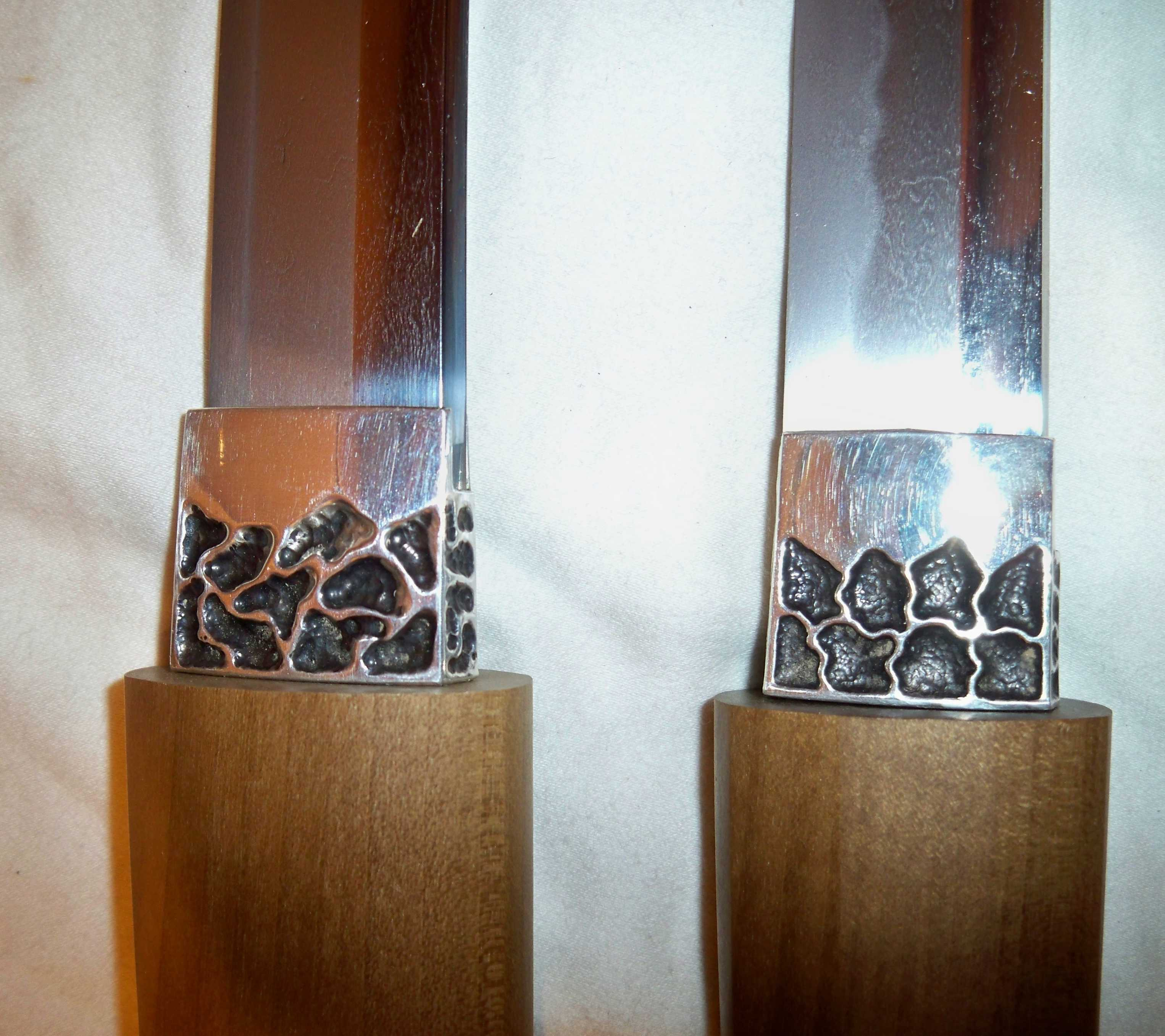
ハバキ

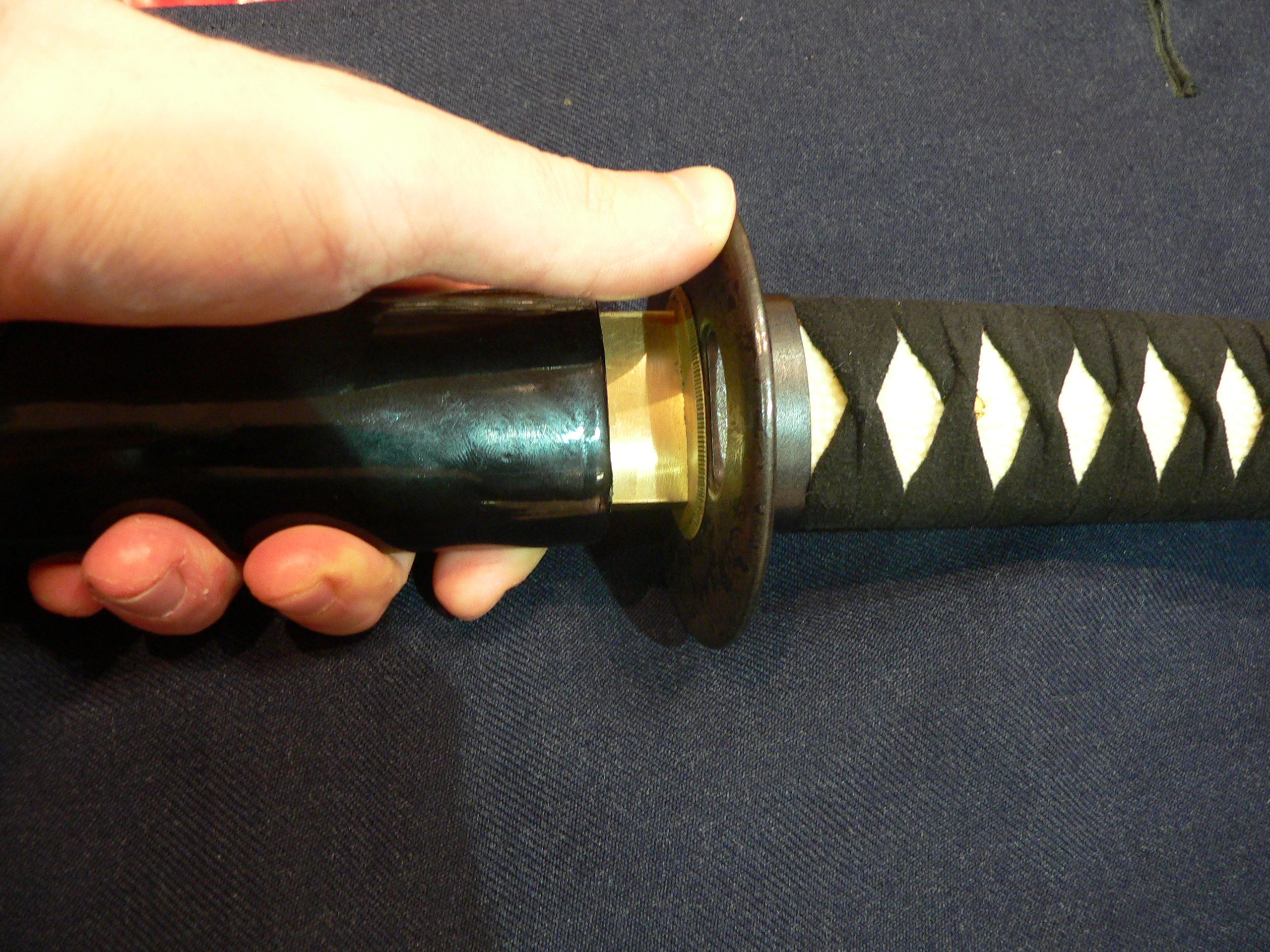
鞘口付近を握り鯉口を切った刀

## 概要
ハバキは刀と鞘が不意に離れるのを防ぎ、かつ鞘の中で刀身を浮かせたまま支えておく機能がある。打刀の刀身は鞘の中で棟（むね）とハバキによって支えられ、他の部分は宙に浮いている状態で保持される。 白鞘・拵えともにハバキを基本にして製作し、鐔などの各金具もハバキに依存する。 そのため、日本刀の付属金具の中で、もっとも重要な役目を持つ。 ハバキの形状は太刀ハバキ・一重ハバキ・二重ハバキに大別される。

## 歴史
古くは、刀匠が鉄で作っていたが、のちに専門の白銀師（しろがねし・ハバキ師）によって、素銅、赤銅、銀、金などで製作される。 時代を経るに従い装飾性が増し、現在は、銀や金で作られる場合が多い。銀は無垢が多いが、金は銅で下地を作り薄い金を着せた金着せハバキが多い。
江戸末期までは、資力や刀身の価値に合わせて、銅無垢、銅地銀着、大名家の蔵刀でも実用性を考慮した銅地金着、新刀や新々刀には一重、古刀には二重などが慣例であった。近年は、銀無垢、金無垢、一重、二重は個人の好みで新調されることが多く、ハバキ鑑定という言葉もあまり使われない。

## 種類
太刀ハバキ（たちはばき）
呑込（のみこみ）は鎺の側面の切れ込みを指し、鎺と刀身との固定を増すために工夫され生まれた。古くは呑込はなかった（突掛ハバキ（つっかけはばき）と呼ぶ）。 鎬（しのぎ）が立つのが特徴で、肉が薄い。

## 刀ハバキ
一重ハバキ（ひとえはばき）
一枚ハバキ（いちまい）とも呼び、もっとも一般的な物である。
二重ハバキ（ふたえ）
二枚ハバキ（にまい）・覆輪ハバキ（ふくりん）・袴ハバキ（はかま）とも呼び 主に装飾を狙って造る。刀身に接する側の「下貝」と、下貝に嵌めこむ「上貝」で構成。上貝に家紋等の透かし彫りを施す物、台座を据える物（特に台付ハバキと呼ぶ）がある。

お国ハバキ等
江戸時代には白銀師によって様々なハバキが考案された。諸藩固有のお国ハバキ（尾張ハバキ、大坂ハバキ、加州ハバキ、川越ハバキ、庄内ハバキ、肥後ハバキ等）。着せ技術を応用して二重に見せかける越中ハバキ。表面に文様を彫り出したり（杢目ハバキ）、布目象嵌を施すハバキ等がある。

## 材料と構造
銅無垢、銀無垢、金無垢の他、装飾上から金・銀などの薄板で包んで有るハバキがあり「着ハバキ（きせはばき）」と呼ぶ。金着ハバキ（きんきせ）、銀地金着（ぎんじきんきせ）、銀着（ぎんきせ）などがある。また金鍍金や金消し象嵌などメッキされた物も有る。 金色絵（きんいろえ）、金焼付（きんやきつけ）なども見られる。
実用に用いる刀の場合は銅無垢一重ハバキが最適とされる。 銅は叩き締めると堅くなり変形しにくいが、銀、金は柔らかく、刀を振ると変形してガタが出ることが多い。 着せハバキ、二重ハバキも変形しやすいとされる。 ただ、白鞘で保管するのみの刀は銀地金着二重ハバキが最適であるとも言われる。銀は緑青を吹くことも無く、薄板の着せが鯉口との密着を増し、白鞘内を密閉して、刀身を酸化から防ぐからだとされる。